# Einsteinium
Grundstoffet einsteinium med atomnummer 99 og symbolet Es er et syntetisk grundstof. Det er meget radioaktivt, og blev dannet ved at bombardere plutonium med neutroner. Det er opkaldt efter Albert Einstein og har ingen kendt anvendelse. Transuranen einsteinium har 99 protoner og er en tung actinid.

## Historie
Einsteinium blev opdaget i december 1952 af Albert Ghiorso ved Berkeley og G.R. Choppin på Los Alamos National Laboratory. De opdagede isotopen 253Es, med en halveringstid på 20,5 dage, som var skabt ved kernefusion af 15 neutroner med 238U. På grund af den Kolde Krig blev disse opdagelser holdt hemmelige indtil 1955.
I 1961 blev der fremstillet en makroskopisk mængde på 0,01 milligram einsteinium. Dette blev brugt til at fremstille mendelevium. Hos Oak Ridge National Laboratory i Tennessee lykkedes det at producere 3 mg over et 4 års program med bestråling og kemisk separation af 1 kg plutonium

## Egenskaber
Dens placering i det periodiske system indikerer at dens kemiske og fysiske egenskaber er magen til andre metaller. Trods for at det kun er små mængder man har lavet af stoffet, så har man kunne bestemme, at det er et sølvfarvet metal.

## Brug
Udover at einsteinium er et biprodukt man får ved dannelsen af nye grundstoffer eller et trin i produktionen af andre grundstoffer, så har einsteinium ingen kendte anvendelsesmuligheder.

## Isotoper
19 radioaktive isotoper af einsteinium er blevet karakteriseret. De mest stabile er 252Es (halveringstid 471,7 dage), 254Es (halveringstid 275,7 dage), 255Es (halveringstid 39,8 dage) og 253Es (halveringstid 20,47 dage). Resterende radioaktive isotoper har halveringstider under 40 timer, hvoraf halveringstiden for de fleste er mindre end 30 minutter. Einsteiniums isotoper har atommasser imellem 240,069 u (240Es) og 258,100 u (258Es).